# Bernhard Katzy
Bernhard Robert Katzy (* 9. April 1962 in Aachen; † 12. November 2015) war ein deutscher Diplomkaufmann, Ingenieur und Hochschullehrer. Er war Professor an der „School of Management“ der Universität Leiden und der Universität der Bundeswehr München sowie Gründer und Geschäftsführer des Center for Digital Technology and Management sowie der Social Entrepreneurship Akademie.

## Leben
Bernhard Katzy promovierte  im Bereich der Ingenieurwissenschaften an der RWTH Aachen und habilitierte an der Universität St. Gallen. Von 1990 bis 1994 war er an der RWTH Aachen in der Forschung tätig und übernahm ab 1995 eine Lehrtätigkeit am Institut für Technologie und Management an der Universität St. Gallen.
Katzy hat einen Ph.D. in Industrial Engineering der RWTH Aachen und einen Ph.D. (Habilitation) in Technology Management der Universität St. Gallen.

## Werke (Auswahl)
- Mit Raúl Poler, Guy Doumeingts, Ricardo Chalmeta: Enterprise Interoperability V: Shaping Enterprise Interoperability in the Future Internet Band 5 von Proceedings of the I-ESA Conferences, Springer Science & Business Media 2012, ISBN 1-4471-2819-2.
- Unternehmensplanung in produzierenden Unternehmen, Entwicklung einer Methode auf der Basis von Unternehmensmodellen. Shaker, Aachen 1994, ISBN 3-8265-0231-0.